# Народна демокрация
Народната демокрация е теоретична концепция в комунистическата идеология, приложена като реална форма на управление в част от комунистическите държави непосредствено след Втората световна война. Първоначално разглеждана като многокласова и многопартийна система, представляваща преходен етап към социализма, от края на 40-те години „народна демокрация“ започва да се използва като синоним на комунистически тоталитаризъм. По думите на съветския диктатор Йосиф Сталин: „Народната демокрация и съветският режим са две форми на диктатурата на пролетариата.“ Концепцията се базира на идеята за формална многопартийност.
През 20-те години комунистическите партии смятат за своя цел създаването по революционен път на тоталитарни съветски републики, но с възхода на крайната десница през 30-те години те се ориентират към участие в широки коалиции в рамките на парламентарната система. През този период лидерът на Коминтерна Георги Димитров започва да се застъпва за широк многокласов единен фронт като алтернатива на чистата диктатура на пролетариата.
Към края на Втората световна война Йосиф Сталин започва да разглежда доминирана от комунистите фасадна демокрация като възможност за постепенно налагане на комунистически режими в Европа. На официална вечеря на 28 януари 1945 година той заявява: „Може би ние правим грешка, като мислим, че съветската форма е единствената, която води към социализъм. Оказа се на дело, че съветската форма е най-добрата, но съвсем не единствена.“ По това време той разглежда и възможността за установяване на народна демокрация дори в страни като Франция, които не са окупирани от съветски войски.
Основани на народната демокрация режими са създадени в някои източноевропейски страни след края на Втората световна война, като формално съществуват до разпадането на комунистическата система.